# Artillerie-Inrichtingen
De Artillerie-Inrichtingen (A.I.) (ook genaamd Constructiewerkplaatsen, Artillerie Inrichtingen, Staatsbedrijf der Artillerie-Inrichtingen, Staatsbedrijf Artillerie-Inrichtingen, Munitiefabriek Hembrug, Artillerie-Inrichtingen Hembrug en Eurometaal) was een Nederlands staatsbedrijf dat zich van 1679 tot 2003 bezighield met de productie van vuurwapens, artillerie en munitie ten behoeve van het Nederlandse leger en het Koninklijk Nederlandsch-Indisch Leger (KNIL).

## Geschiedenis

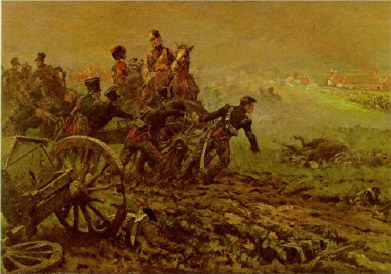
Artillerie tijdens de Slag om Waterloo in 1815

Het Rampjaar 1672 benadrukte de verwaarloosde staat waarin het leger van de Republiek der Zeven Verenigde Nederlanden verkeerde. Daarom werd in 1677 door Willem III van Oranje het korps artillerie opgericht. In 1679 werd de Staatse Affuitmakerij te Delft opgericht. Het was in Nederland niet het enige in zijn soort. Men kende bijvoorbeeld ook de Grof Geschut Gieterij in 's-Gravenhage en de Geweerfabriek in Culemborg. Toen na de Franse tijd in 1815 het Verenigd Koninkrijk der Nederlanden tot stand kwam was er opnieuw behoefte aan een sterk leger, als buffer tegen Frankrijk. De artillerie werd verbeterd onder leiding van Prins Frederik. De wapenproductie werd gereorganiseerd en kwam rechtstreeks onder militaire leiding.

### Delft
In de periode tot 1830 ontwikkelde het Delftse bedrijf zich snel. In 1813 werd al een stoommachine geïntroduceerd. Er werden kanonnen, veldgeschut, geweren en militaire voertuigen geproduceerd. Andere producten werden vervaardigd te Luik, maar daaraan kwam een einde na de Belgische Revolutie van 1830. Daarmee kwam de productie geheel in Delft te liggen. Opnieuw werd gereorganiseerd en de niet-kerntaken zoals houtbewerking werden afgestoten. Men ging zich geheel op metaalbewerking concentreren. De leiding had kolonel Huguenin. Er werden nu ook handvuurwapens en munitie gemaakt, terwijl ook richttoestellen en precisie-instrumenten werden geproduceerd. Omdat het tevens een munitiefabriek was, waren er draaibanken nodig voor het bewerken van granaathulzen en dergelijke. Ook het vervaardigen van precisie-instrumenten vereiste aangepaste machines en in 1836 werden er daarom al draaibanken geproduceerd voor eigen gebruik. Omstreeks 1850 werkten er 500 mensen in het bedrijf. De kwaliteit van de productie stond op hoog peil.
In 1860 werd een pyrotechnische fabriek opgezet voor de vervaardiging van explosieven. Omstreeks 1880 bestond het bedrijf uit een logistiek centrum, een pyrotechnische school, een gieterij, een geschutswerkplaats, een zadelmakerij, een mechanische houtbewerkerij, een geweerwinkel en een patroonfabriek. Vanaf 1884 heeft hier een kleine smelterij voor gietstaal bestaan, feitelijk de eerste staalbereiding op industriële schaal in Nederland. Met deze installatie kon men bepaalde oorlogsbenodigdheden gieten, welke voordien van gietijzer of smeedijzer werden vervaardigd.

### Hembrug

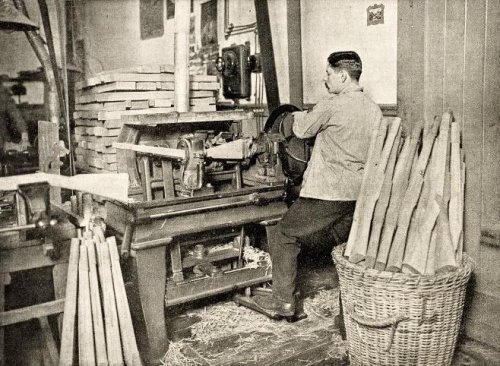
Productie van geweerkolven (1912)

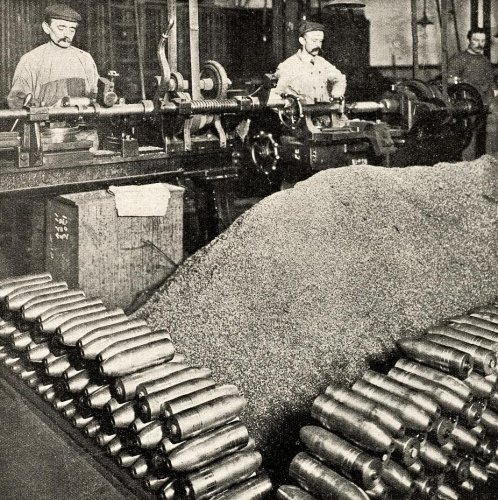
Draaien van granaten (1912)

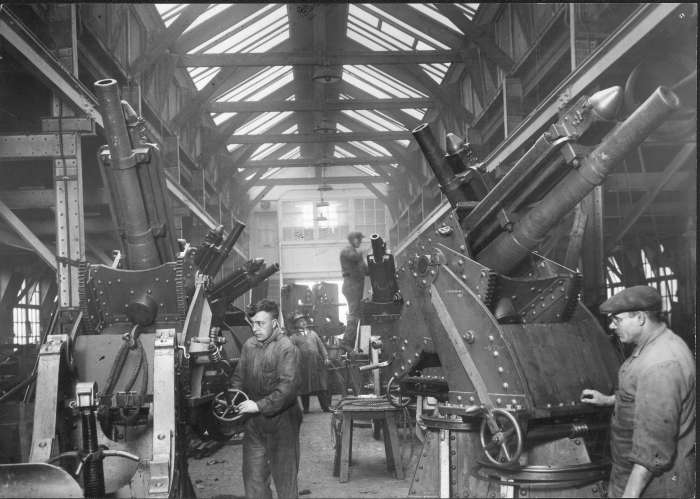
Maken van luchtdoelgeschut (1921)

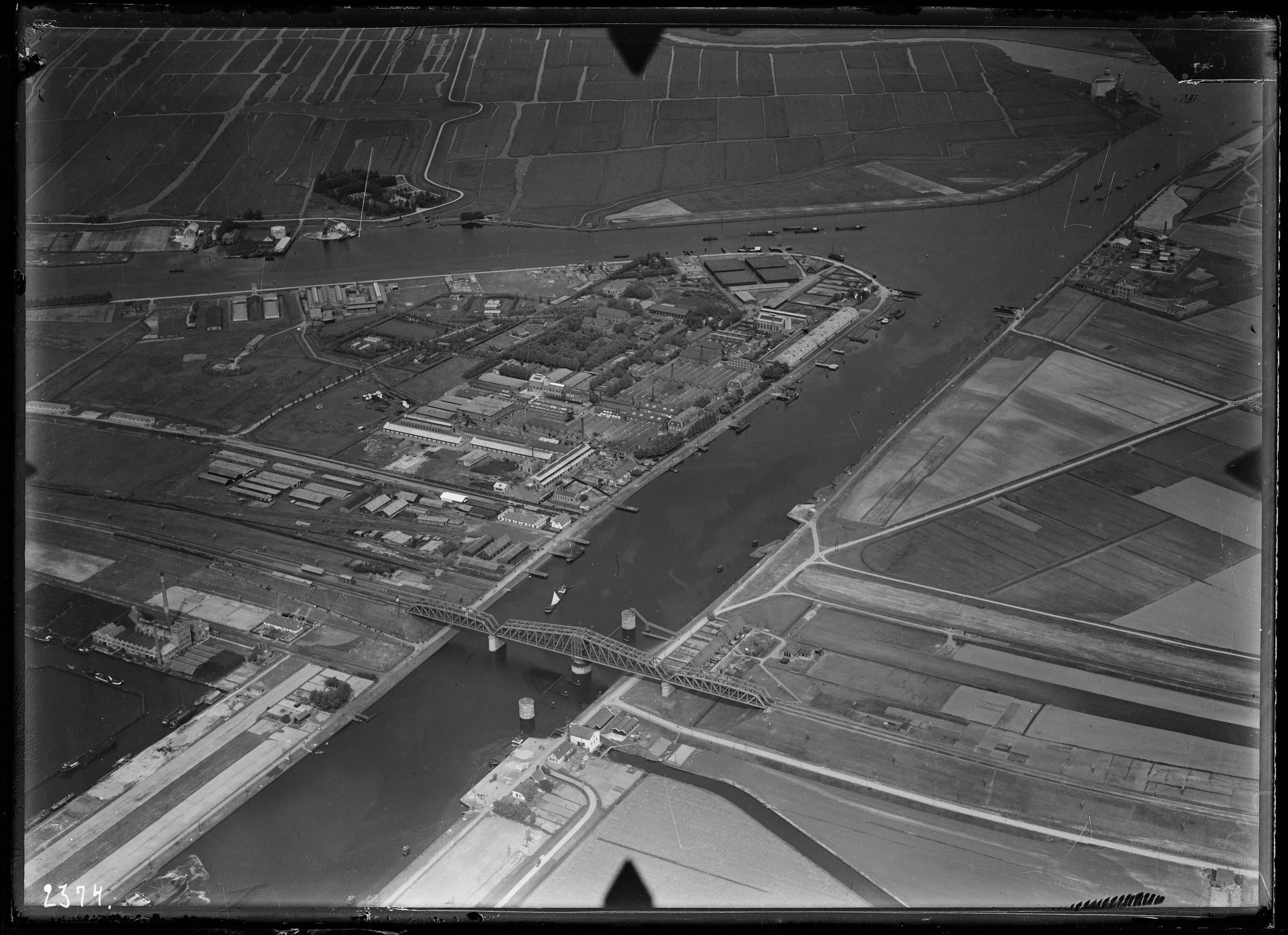
Luchtfoto (1920-1940).

In 1887 ging het bedrijf Artillerie Inrichtingen (A.I.) heten. Niet alles gebeurde meer in Delft, want de Haagse Grof Geschut Gieterij was inmiddels ook opgenomen in het bedrijf. Aangezien het bedrijf geen ruimte meer had om uit te breiden wilde men verhuizen naar een nieuw terrein. Dit moest echter binnen de Stelling van Amsterdam liggen, dat als reduit van de Nederlandse defensie zou gelden. Men koos voor locatie Hemveld nabij Zaandam waar zich reeds enkele marineloodsen bevonden.
In 1899 verhuisde de A.I. naar het Hemveldterrein aan het Noordzeekanaal bij Zaandam. De Haagse geschutgieterij werd in 1904 gesloten en de diensten naar Zaandam verplaatst. In 1907 werd in de buurt de draaispoorbrug over het kanaal geopend die Hembrug ging heten. Uiteindelijk zou de naam van de brug op het bedrijf overgaan.
In 1912 werd A.I. aangewezen als staatsbedrijf, en werd daarmee onttrokken aan het rechtstreeks militair gezag. Er werkten toen 1200 mensen, onder wie veel militairen. De meeste producten gingen naar Nederlands-Indië om daar opstanden van de inheemse bevolking, zoals die gedurende de Atjehoorlogen, te onderdrukken.
Na het uitbreken van de Eerste Wereldoorlog steeg de productie en het personeelsbestand snel, tot een maximum van 8500 mensen in 1917. De wapenproductie vertienvoudigde door de grote bestellingen voor het Nederlandse leger. Na deze oorlog en de oprichting van de Volkenbond daalde het aantal medewerkers tot minder dan 2000 in 1921 en werd zelfs sluiting overwogen. Als alternatief werden auto's geassembleerd en omgebouwd. Ook had het bedrijf 200 chauffeurs in dienst die het vervoer voor het postbedrijf verzorgden, tot dit in 1930 werd overgedragen aan de Posterijen.
In 1928 werd de organisatievorm omgezet in een naamloze vennootschap en kreeg de bedrijfsleiding meer vrijheid van handelen. De grootste klant was nog steeds het KNIL, het aantal werknemers nam langzaam weer toe, om later, ondanks het toenemend aandeel van de civiele productie van bijvoorbeeld draaibanken, weer te dalen tot 1200 in 1932. Daarna was ten gevolge van de Duitse herbewapening weer een toename te zien. In 1940 wilde men de A.I. vernietigen om te voorkomen dat ze in handen van de bezetter zou komen, maar dit plan werd niet ten uitvoer gebracht.

### Tweede Wereldoorlog
Tijdens de Duitse bezetting van Nederland bleef Frans den Hollander directeur van de A.I., maar hij had contact met de Nederlandse regering in ballingschap. De bezetter eiste meteen na de overgave van Nederland heropening van de fabrieken, maar Den Hollander en zijn superieuren, bevelhebber Henri Winkelman en Secretaris-Generaal Cornelis Ringeling weigerden dit aanvankelijk. Op 20 juni 1940 hervatte A.I. de productie. Er werd nu voor de nazi's gewerkt maar het personeelsbestand daalde flink. Ook probeerde het bedrijf zo veel mogelijk civiele producten te maken. Zo begon men in 1940 met de vervaardiging van precisiebankschroeven en freesbanken en in 1941 volgden draaibanken en boormachines. Dit kon omdat de machinefabriek in 1941 werd verzelfstandigd. Ook werd de Delftse fabriek in 1941 in het geheim ontmanteld. In 1944 werd de fabriek zelfs gesloten, waarop de bezetter fabriek en terrein leegroofde.

### Na 1945

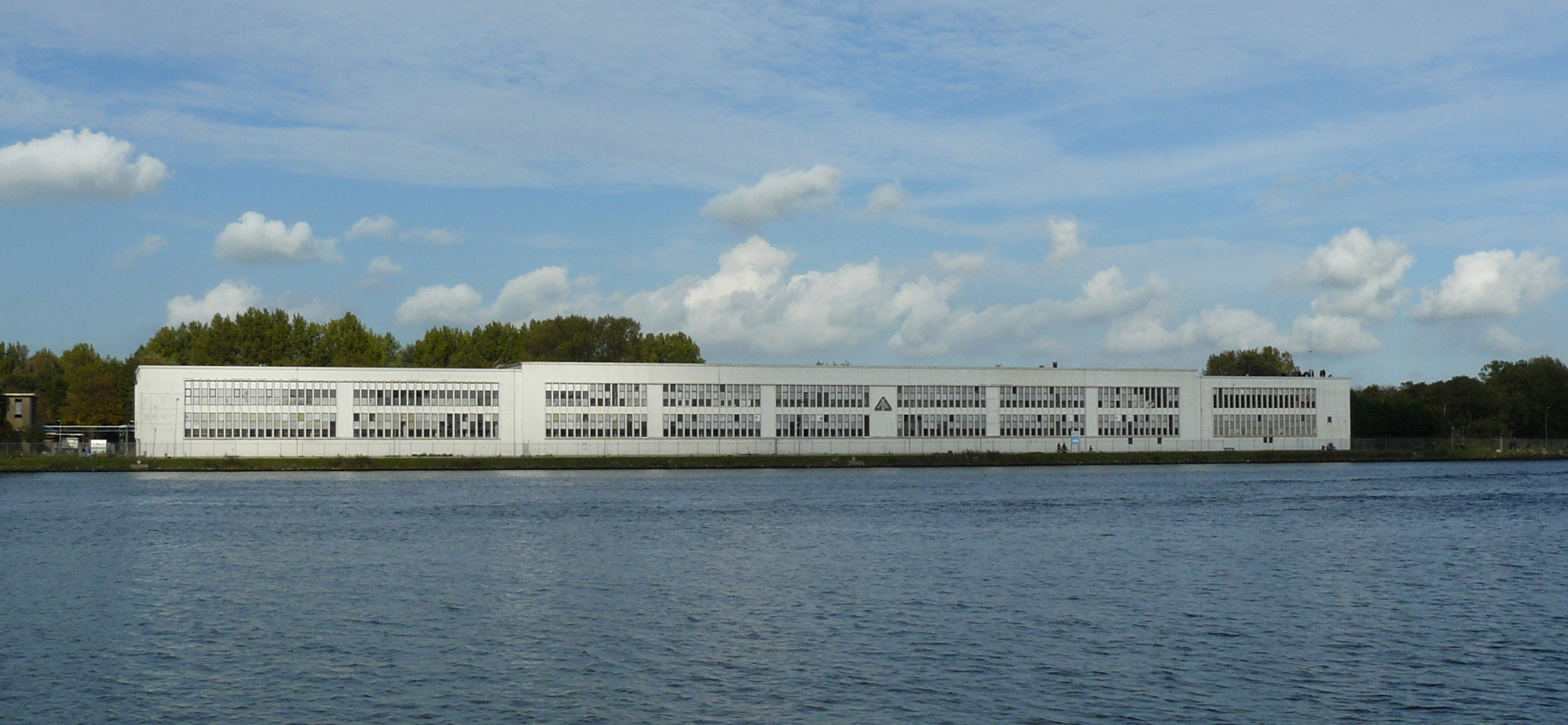
Gebouw 429 van de Artillerie-Inrichting Hembrug. In 1955 gebouwd. Gezien vanaf het Noordzeekanaal

Na de Bevrijding in 1945 werd het bedrijf weer opgestart. Het bedrijf vervaardigde met steun van het Amerikaanse Marshallplan onder andere landbouwwerktuigen, zoals zaai- en wiedmachines en aardappelsorteermachines, ten behoeve van de naoorlogse mechanisering van de Nederlandse landbouw. Dankzij de oorlog in Nederlands-Indië en de Koude Oorlog was er ook weer veel vraag naar munitie en wapensystemen. De productie van draaibanken leidde tot tal van vernieuwingen. De CNC-machine werd geïntroduceerd en vanaf 1969 ging het bedrijf zich specialiseren in precisiedraaibanken die onder de naam Mikroturn werden verkocht.

### Opsplitsing Eurometaal en Hembrug
De Nederlandse regering splitste in 1973 het bedrijf op in twee zelfstandige onderdelen: Eurometaal, en Gereedschap werktuigen Industrie "Hembrug". Hierbij produceerde Eurometaal de militaire goederen zoals granaten, en Hembrug de precisie-gereedschapswerktuigen. In 1983 volgde de privatisering van Hembrug, waarop het bedrijf naar de Figeeweg in de Waarderpolder te Haarlem verhuisde. Hembrug ging daar verder met het ontwikkelen van ultra-precisiedraaibanken. Eurometaal probeerde zich ook op de civiele markt te richten en fabriceerde onderdelen voor onder andere auto's, heftrucks, melkrobots, hoogwaardige precisiegereedschappen, lichtreclames, zeilboten, en duurzame sloten. Ook schafte het een pers aan voor het vervaardigen van rondellen voor de Nederlandse Munt waarmee onder meer guldens en later euromunten werden geslagen.
Een unieke technische gebeurtenis was de aanschaf van een 3000-tons bodempers, die qua capaciteit en slaglengte de grootste van Europa was.

### Overname en afstoting
Eurometaal werd uiteindelijk overgenomen door het Duitse Rheinmetall, en staakte de productie in 2003. De nevenvestiging van Eurometaal te Bergen op Zoom, Franerex geheten, ging eveneens dicht in hetzelfde jaar. Bedrijven in de Eurometaal Holding waaronder Intergas te Coevorden en het Duitse "Heidel", die voor de auto-industrie werkten, werden afgestoten ten behoeve van een sociaal plan voor de laatste 200 werknemers.
Op het Hembrugterrein te Zaandam was in de oude mitrailleurpatronenfabriek het opleidingscentrum 'Tetrix' gevestigd, voorheen Hembrug BeroepsOpleidingen,voortgekomen uit de door de A.I. in 1939 opgerichte bedrijfsschool. De instelling heeft het terrein in 2012 verlaten.
Op het terrein van de voormalige Artillerie-Inrichtingen was het Hembrug Museum ingericht, dat informatie gaf over verleden, heden en toekomst van de activiteiten aldaar. Eind 2017 werd de collectie overgedragen aan het Zaans Museum, waar het Hembrug Museum een dependance van werd.

## Na de sluiting
Het bedrijf Hembrug te Haarlem ging door met het maken van precisiedraaibanken. Op het Hembrugterrein zijn nog een groot aantal verspreid liggende industriehallen aanwezig. Het geheel kan worden beschouwd als industrieel monument.
Vanaf 2021 is de naam Artillerie Inrichtingen opnieuw in gebruik genomen door de handelsfirma AI Armaments, die een aantal bedrijfsnamen opnieuw registreerde. De firma was voornemens de productie van munitie en wapens in Nederland weer op te starten.